# 도베 미유키
도베 미유키(일본어: 戸部実之, 1934년 6월 27일 ~ )는 일본의 어학교재 저술가 겸 번역가이다.

## 활동
일본의 출판사인 타이류사(泰流社)를 중심으로 많은 희소언어의 교재를 다량 발간하였다. 타이류사의 도산및 폐업으로 1998년 이후로 저술활동을 중단하였다.

## 비판
대량의 저술실적에 비해 개별 저서의 전문성과 내용의 질에 상당한 문제점이 있다는 것이 지적되고 있다.

## 저서
- 《波の音》(영문세계명작 시리즈),1982년
- 《위구르어 문법과 회화》1983년
- 《케추아어 남미 안데스 잉카의 언어》1987년
- 《터키어 입문》 1988년
- 《마쟈르어 입문》マジャ－ル語入門
- 《나바호어 입문 아메리카 인디언의 언어》
- 《만주어 입문》1989년
- 《아이누어 입문》
- 《이누이트어 사전 에스키모의 언어》
- 《크메르어 입문》
- 《수오미어 입문》
- 《티베트어 입문》
- 《이집트어 입문》 1990년
- 《마야어 사전》
- 《싱할리어 입문》
- 《타갈로그어 기본 어휘 문법집 일본어-영어 대조》
- 《네팔어 입문》 1991년
- 《라오어 입문》
- 《페르시아(이란)어 문법과 회화 일본어-영어 대조》1992년
- 《몽골어 입문》
- 《인도차이나어 입문 베트남어 타이어 라오어 타갈로그어 말레이어》
- 《실용 타이어입문문법 일상회화 단어집》
- 《폴리네시아어 입문 피지어 마오리어 하와이어 일상회화 단어집》
- 《실용 아라비아어 입문문법 일상회화 단어집》 1992년
- 《벵골어 입문》
- 《콘카니어 입문》 1993
- 《실용 케추아어 입문문법 일상회화 단어집》
- 《오키나와어 소사전》
- 《말레이시아어 소사전 말레이시아어 영어 일본어》
- 《실용 타이어(샴) 교정(敎程)》
- 《미얀마어 소사전》
- 《타이얄어 입문》
- 《산스크리트어 교정》
- 《실용 네팔어 입문 문법 단어집》
- 《실용 덴마크어 입문문법 일상회화 단어집》
- 《실용 유고슬라비아어 입문문법 일상회화 단어집》
- 《가타카나로 찾는 영일사전》 1994년
- 《키리와어 소사전 키리와어-영어-일본어 영어-일본어-키리와어》
- 《이집트어 사전》
- 《타이산악민족언어입문》
- 《알바니아어 소사전》
- 《실용먀오어입문 기본문법 일상회화 어휘집》 (일본어-먀오어)
- 《알타이어 어원사전》
- 《나와어 사전》
- 《실용 네덜란드어 입문 발음 문법 일상회화 단어집》 1995년
- 《실용 이탈리아어 입문문법 단어집》
- 《호피어 사전 아메리카 인디언 호피족의 언어》
- 《실용 말레이시아어 입문 발음 회화집 단어집》
- 《실용 루마니아어 입문 발음 회화》
- 《실용 히브리어 입문 문법 일상회화 단어집》
- 《실용 터키어 입문 문법 일상회화 단어집》
- 《실용 노르웨이어 입문 발음 회화집 단어집》
- 《파슈토어 사전 파슈토어-영어-일본어》
- 《실용 체코어 입문 발음 회화집 단어집》
- 《실용 버마어 입문 발음 회화집 단어집》
- 《실용 스페인어 입문 발음 회화집 단어집》
- 《실용 브라질(포르투갈)어 입문 발음 회화집 단어집》 1996년
- 《불가리아어 회화입문 발음 회화》
- 《실용 중국어 입문 발음 문법 회화집 단어집》
- 《실용 모로코 아라비아어 입문 발음 문법 회화집 단어집》
- 《실용 베다어 입문 문법 단어집》
- 《폴란드어 회화입문 발음 회화집 단어집》
- 《실용 파푸아 뉴기어어 입문 발음 문법 회화집 단어집》
- 《발리어 소사전》
- 《터키어 입문(신장판)》
- 《실용 필리피노어 입문 발음 문법 회화집 단어집》
- 《실용 인도네시아어 입문 발음 문법 회화집 단어집》
- 《실용 라틴아메리카(스페인)어 입문 발음 문법 회화집 단어집》
- 《실용 헝가리어 입문 발음 회화집 단어집》
- 《바스크어 사전 바스크어 영어 일본어》
- 《실용 아라비아어 교정》
- 《이반어 소사전》1997년
- 《암하라어 소사전》
- 《실용 소말리아어 입문 회화 문법 단어집》
- 《실용 라틴어 입문》
- 《조지아어 입문》
- 《베트남어 초급회화입문》
- 《바바고어 소사전》
- 《알바니아어 초급 입문》
- 《평원 미워크어 소사전》
- 《오키나와어 소사전》1998년
- 《서아프리카 키시어 문법》
- 《코사어 사전》